# Gerardo Torres Sahuquillo
Gerardo Torres Sahuquillo (Gestalgar, Comunidad Valenciana, 3 de noviembre de 1947 - Teruel, 5 de febrero de 2011) fue un político español.
Militante del PSOE, fue diputado por Teruel en el Congreso durante seis legislaturas, desde 1986 hasta 2008. Además, fue secretario de Estudios y Programas de la Comisión Ejecutiva Regional de PSOE de Aragón. Falleció el 5 de febrero de 2011 tras una larga enfermedad.